# Gavril Nagy
Gavril  Gabor Nagy (n. 21 august 1932, Târgu Mureș, România – d. 4 decembrie 2014, Los Angeles, California, SUA) a fost un jucător român de polo pe apă. El a concurat la Jocurile Olimpice de vară din 1956.
La olimpiadă, a jucat în 5 meciuri, a marcat 4 goluri: două pentru echipa națională în jocul cu Singapore și câte unul împotriva Iugoslaviei și Uniunii Sovietice. România a ocupat locul 8 în turneu.
A fost de cinci ori campion al României (1952-1956), în anii 1954-1956 a fost căpitanul echipei naționale de polo pe apă. Nagy a fost și campionul României la înot și hochei pe gheață. În 1956 a emigrat în SUA.
În 1957-1959, a studiat la Universitatea din California de Sud, apoi a lucrat în industria cinematografică.

## Legături externe
- en Gavril Nagy la Olympedia.org